# Spjald
Spjald is een plaats in de Deense regio Midden-Jutland, gemeente Ringkøbing-Skjern, en telt 1282 inwoners (2008).
Het dorp ligt aan de voormalige spoorlijn Ringkøbing  Holstebro Syd. Het stationsgebouw is bewaard gebleven. 

## Geboren
- Jesper Juelsgård (1989), voetballer